# Isabelita Freire
Isabel Freire de Matos (1915-2005), Isabelita, como cariñosamente la llamaban sus alumnos, nació en el municipio de Cidra en el año 1915. Estudió el Bachillerato en Artes en la Universidad de Puerto Rico, donde culminó estudios posgraduados en pedagogía, español y teatro. Trabajó en las escuelas públicas y privadas de la isla, en proyectos de educación preescolar y en la Escuela Elemental de la Universidad de Puerto Rico. En 1942, se casó con Francisco Matos Paoli, poeta puertorriqueño varias veces nominado al Premio Nobel de Literatura.
Ha ejercido los oficios de escritora, periodista, conferenciante y maestra. En el año 1954, fundó el colegio Eugenio María de Hostos. En él, durante veinticinco años, puso en práctica su teoría pedagógica: "Nuestro método creativo-experimental establece un balance que corresponde a la naturaleza del ser humano. Considera la libertad como el orden supremo. Da importancia a la ubicación del niño en su órbita esencial para que logre autoconocimiento y adquiera seguridad. Estimula la convivencia interpersonal, el proceso experimental, la suficiencia de valores, el desarrollo corporal eficaz, los acentos telúricos que también fortalecen la identidad y el encuentro con lo universal. Mantienen un clima armonioso con el fin de propiciar la formación de actitudes positivas hacia el estudio y estimula el talento y el potencial creador del alumno."
Entre sus obras publicadas aparecen:
- La poesía en la escuela elemental, 1962
- Poesía menuda, 1965
- ABC de Puerto Rico, 1968
- La casita misteriosa y otros cuentos, 1979
- La brujita encantada y otros cuentos, 1979
- Juego para los dedos, 1980
- Isla para los niños, 1981
- Eugenio María de Hostos para la juventud, 1989
- Ritmos de tierra y mar, 1992
- La poesía y el niño, 1993
- El teatro y el niño, 1995
- El pajarito feliz, 1996
- Los derechos del niño, 1996
- El cuento y el niño, 1997
- Liza en el parque de las palomas, 2000

- Datos: Q5920959